# 碧南市哲学たいけん村無我苑

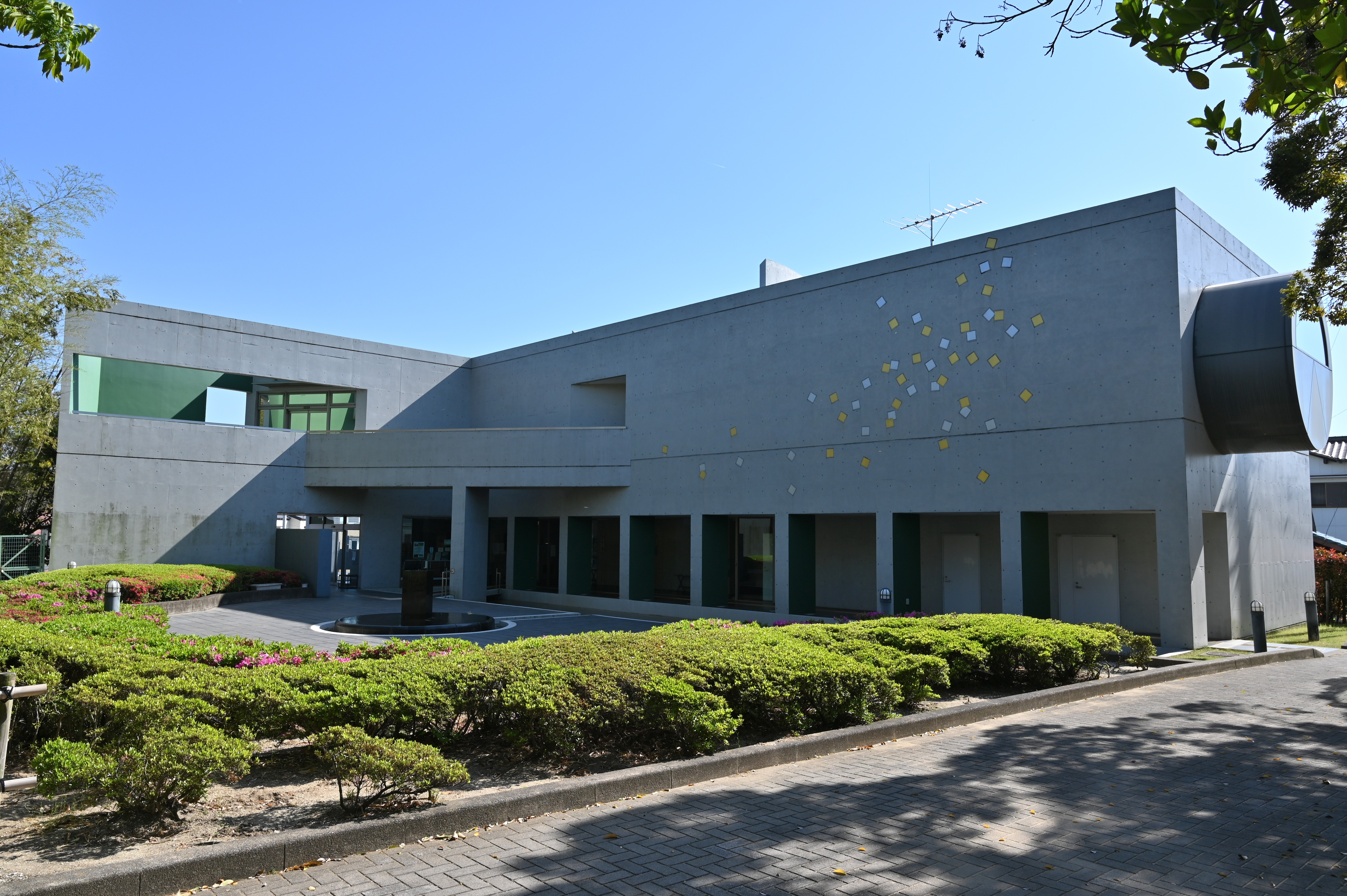
瞑想回廊

碧南市哲学たいけん村無我苑（へきなんしてつがくたいけんむらむがえん）は、愛知県碧南市にある哲学をテーマにした施設。

## 概要
1934年（昭和9年）に哲学思想家で「無我愛」の提唱者であった、伊藤証信が開設した研修道場「無我苑」の跡地などを遺族が碧南市に寄贈し再建されたもので、1992年（平成4年）6月1日に開苑した。
主要施設である瞑想回廊には哲学に関する展示や映像を流すギャラリー、メディテイションルーム（瞑想室）、リラクゼーションルームのほか、伊藤証信や名誉村長を務めた哲学者梅原猛の常設展示なども行われている。敷地内にはこのほか、研修道場や茶室などの施設も備えている。

## 施設
- 瞑想回廊 - 展示ギャラリーやハイビジョンギャラリー、メディテイションルーム（瞑想室）、リラクゼーションルーム、会議室など[1]。
- 市民茶室（涛々庵） - 茶室[1]。
- 研修道場（安吾館） - 木造平屋建て数寄屋造りの建物で様々な用途に使用できる。年に数回、哲学講座なども開催される[1]。
- 立礼茶席 - イス座って日本庭園の鑑賞ができるほか、有料で抹茶を提供している[1]。
- 二重露地 - 内露地と外露地のある露地[1]。
- 瞑想の丘 - 彫刻家清野祥一の作品が置かれている[1]。
- 哲学の小径 - 応仁寺や油ヶ渕花しょうぶ園、油ヶ淵に続く小径[1]。

## 利用案内
- 開苑時間 : 9:00 - 21:00（瞑想回廊は17:00まで）[1]
- 休苑日 : 月曜日（祝日の場合はその翌日）、年末年始[1]
- 入苑料 : 無料[1]

## 交通アクセス
- 名鉄三河線「北新川駅」からタクシーで約5分。またはくるくるバス「無我苑」バス停で下車。